# FC Wolfurt
Der FC Wolfurt ist ein Fußballklub in der Gemeinde Wolfurt in Vorarlberg. Seine Klubfarben sind gelb-blau. Der Verein spielt ab der Saison 2024/25 in der Eliteliga Vorarlberg. Die 2. Mannschaft (1b) spielt in der 2. Landesklasse.

## Geschichte
Der FC Wolfurt wurde im Jahre 1947 gegründet. In den Jahren 1966 bis 1970 spielte der Verein vier Saisonen in der Regionalliga West, der damals zweithöchsten Liga Österreichs. Die beste Position in der Abschlusstabelle erreichte man 1967 mit dem 9. Platz.
Die erfolgreichste Zeit in der jüngsten Vergangenheit hatte der FC Wolfurt zu Beginn der 1990er Jahre. Der größte Erfolg in der Vereinsgeschichte war der Gewinn des Vorarlberger Fußballcups im Jahr 1990. Im darauffolgenden Jahr durfte der Verein dadurch um den ÖFB Pokal mitspielen und bekam in der 1. Hauptrunde gleich das „Traumlos“ FC Swarovski Tirol, mit dem berühmten Trainer Ernst Happel. Der FC Wolfurt unterlag mit 1:8. Im Jahre 1993 konnte man schließlich Meister der Vorarlbergerliga werden und stieg in die Regionalliga, die dritthöchste Liga Österreichs, auf. Seit dem Abstieg scheiterte der Verein bereits mehrmals knapp am Wiederaufstieg. In den Jahren 2006 und 2012 wurde das Cupfinale erreicht, das jedoch 2006 im Elfmeterschießen gegen RW Rankweil und 2012 mit 0:3 gegen FC Dornbirn verloren wurde. In der Saison 2018/19 wurde der Meistertitel in der Vorarlbergliga errungen. Im Jahre 2023 konnte der FC Wolfurt das zweite Mal den Vorarlberger Fußballcup gewinnen.

## Stadion
Das Stadion des FC Wolfurt „Sportplatz an der Ach“ fasst 3.500 Zuschauer.

## Erfolge
- 2 × Vorarlberger Cupsieger: 1990, 2023
- 2 × Vorarlberger Cupfinalist: 2006, 2012
- 2 × Meister Vorarlbergliga: 1993, 2019